# Steinreihe von Ballochroy
Die Steinreihe von Ballochroy (auch Cairnmore genannt) liegt bei Clachan, auf der Westseite der Kintyre-Halbinsel, in Argyll and Bute in Schottland, meernah mit Blick auf die Isle of Gigha. Die Reihe besteht aus drei Nordost-Südwest orientierten Menhiren. 
Die drei Steine aus  Glimmerschiefer gelten als das spektakulärste Megalithensemble im Süden von Argyll. Sie sind 3,4, 3,0 und 2,0 m hoch. Es ist möglich, dass der kleinste Stein abgebrochen ist. 

Ballochroy
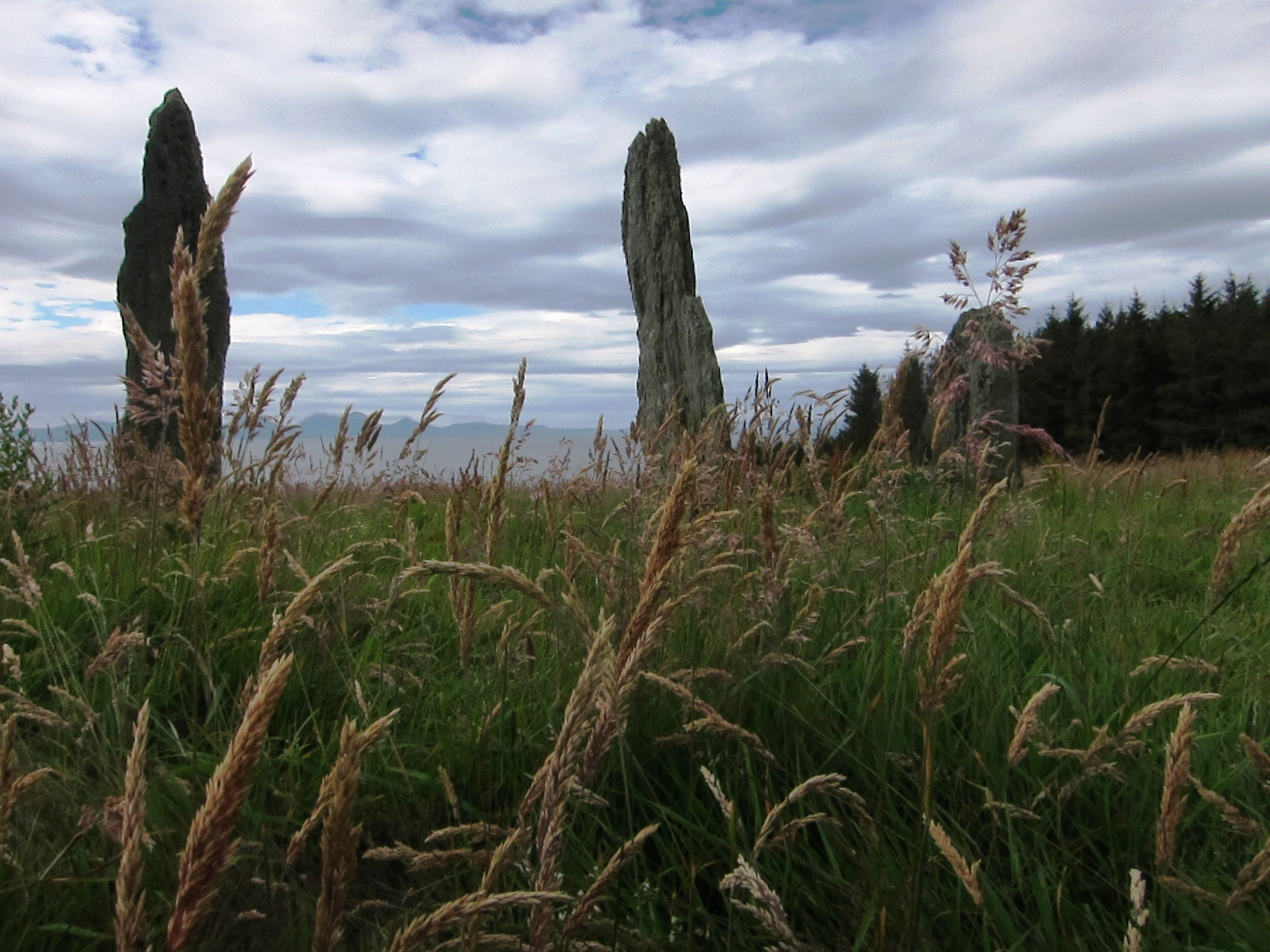
Ballochroy Menhire
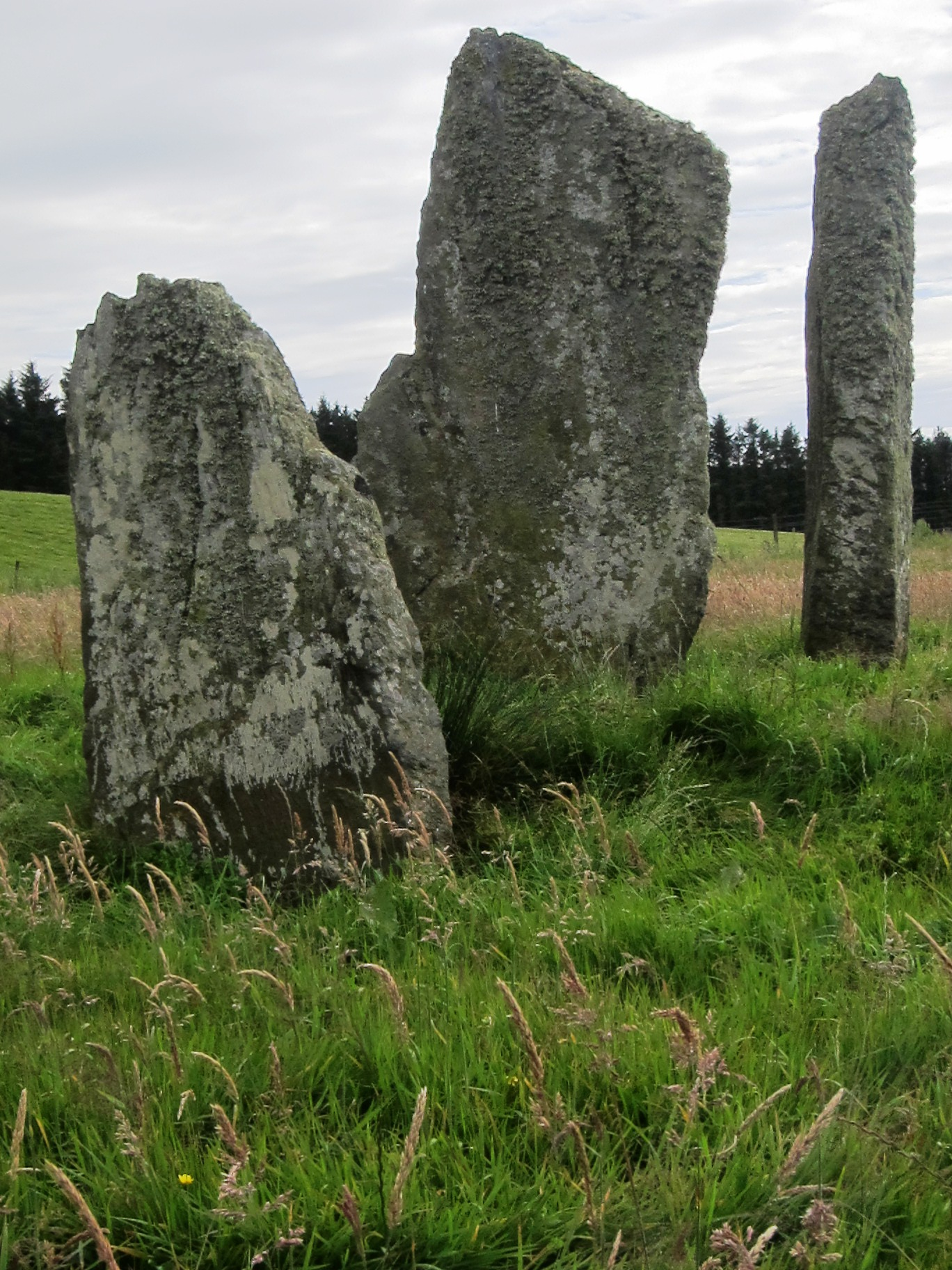
Ballochroy Menhire
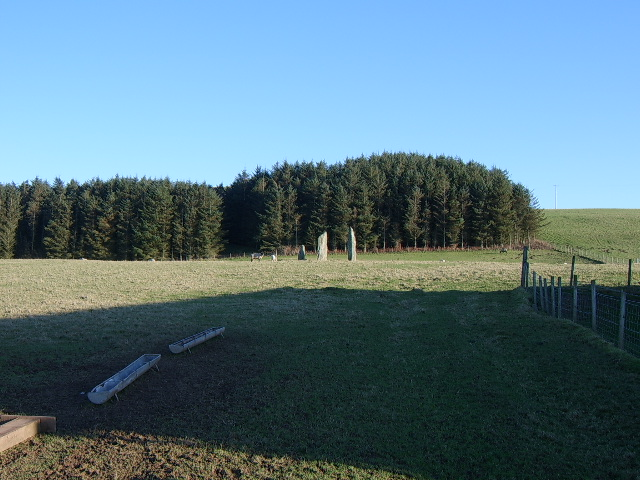
Ballochroy Menhire
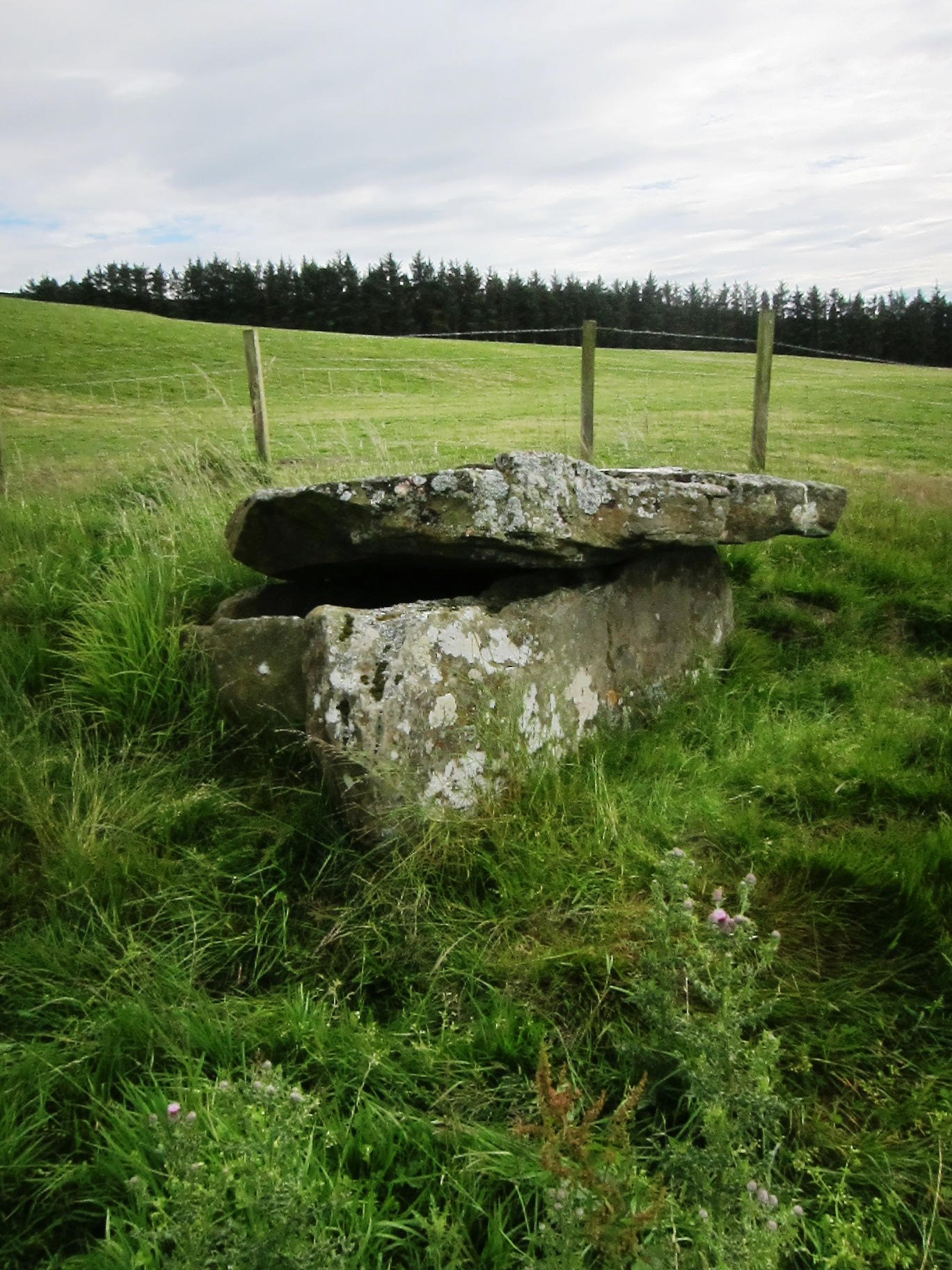
Steinkiste von Ballochroy

Die ebene Fläche des zentralen Steins (im rechten Winkel zu der Ausrichtung) zeigt auf den Berg von Cora Bheinn, auf der 30 km entfernten Insel Jura. Die kürzeste Stein zeigt auf Beinn a ’Chaolais, den südlichsten der Paps of Jura. 
Alexander Thom behauptet, dass die Steine und die Merkmale der fernen Landschaft astronomische Bedeutung haben. Wie bei vielen megalithischen Stätten, sind auch die Theorien über die Steine in Ballochroy (Clive L. N. Ruggles) umstritten. 
In Sichtweite liegt südwestlich eine gut erhaltene große Steinkiste.